# جون هنري تشابمان
كان جون هنري تشابمان (1860 - 27 فبراير 1942)، رجل أعمال بريطانيًا نشطًا في شركات الصلب في شيفيلد، وجامع طوابع وقع على قائمة هواة جمع الطوابع المتميزين في عام 1926. وكان متخصصًا في طوابع كوينزلاند.